# مارك فيدال (طاهي)
مارك فيدال (بالإسبانية: Marc Vidal)‏ هو طاهي إسباني، ولد في 9 يوليو 1977 في برشلونة في إسبانيا.